# Gerson Lente
Gerson Lente (São Paulo, 8 de julio de 1972) es un exfutbolista brasileño que se desempeñaba como delantero. Actualmente tiene 52 años.

## Trayectoria
Inició su carrera en el Santo André de su natal Brasil. 
Llegó al Perú en 1994, contratado por el recién ascendido Ciclista Lima, club donde tuvo una importante temporada llegando a anotar 15 goles. Jugó también por Alianza Lima donde llegó a marcar 10 goles, destacando los que marcó en Copa Libertadores; a mitad de esa temporada pasó a jugar por el Lleida de España. A mediados de 1996 llegó al Sporting Cristal, club que buscaba el tricampeonato del fútbol peruano y que consiguió esa temporada con Lente como titular en la delantera; a pesar de sus actuaciones sólo pudo concretar dos goles con camiseta celeste.
Luego de su paso por Perú militó en diversos clubes de países como Turquía, China, Arabia Saudita y de Brasil. Se retiró como futbolista en el 2006 jugado por Bahia. Después de su retiro como futbolista ha ejercido como entrenador de clubes brasileños como Bahia y Sao Bernardo

## Clubes
| Club               | País           | Año       |
| ------------------ | -------------- | --------- |
| Santo André        | Brasil         | 1992-1994 |
| Ciclista Lima      | Perú           | 1994      |
| Alianza Lima       | Perú           | 1995      |
| Lleida             | España         | 1995-1996 |
| Sporting Cristal   | Perú           | 1996      |
| Denizlispor        | Turquía        | 1996-1997 |
| Dardanel Spor A.Ş. | Turquía        | 1997-1999 |
| Al-Ittihad         | Arabia Saudita | 1999-2000 |
| Antalyaspor        | Turquía        | 2000-2001 |
| Grêmio             | Brasil         | 2002      |
| União São João     | Brasil         | 2003      |
| Bahia              | Brasil         | 2006      |

## Palmarés

### Campeonatos nacionales
| Título                    | Club             | País | Año  |
| ------------------------- | ---------------- | ---- | ---- |
| Primera División del Perú | Sporting Cristal | Perú | 1996 |